# زيكي ويلسون
زيكي ويلسون (بالإنجليزية: Zeke Wilson)‏ هو لاعب كرة قاعدة أمريكي، ولد في 24 ديسمبر 1869 في بينتون في الولايات المتحدة، وتوفي في 26 أبريل 1928 في مونتغومري في الولايات المتحدة.

## وصلات خارجية
- زيكي ويلسون على موقعبيزبول رفرنس.كوم (الدوري الرئيسي) (الإنجليزية)
- زيكي ويلسون على موقعبيزبول رفرنس.كوم (الدوري الثانوي) (الإنجليزية)